# Prowincja Antananarywa
Antananarywa – prowincja leżąca w środkowym Madagaskarze, graniczy od północy z prowincją Mahajanga, od wschodu z prowincją Toamasina, od południa z prowincją Fianarantsoa a od zachodu z prowincją Toliara. Jedyna prowincja Madagaskaru, która nie ma dostępu do Oceanu Indyjskiego. Stolicą prowincji, i zarazem całego kraju, jest Antananarywa. Według danych z 2001 roku prowincja liczy 4 580 788 mieszkańców i stanowi najliczniej zaludnioną prowincją w kraju. Prowincja ma powierzchnię 58 283 km² – przedostatnią w kraju (jest większa tylko od prowincji Antsiranana).

## Podział administracyjny
W prowincji Antananarywa są 4 regiony i 19 gmin
| - Region Analamanga (niebieski): - 2. Dystrykt Ambohidratrimo (Ambohidratrimo) - 3. Dystrykt Andramasina (Andramasina) - 4. Dystrykt Anjozorobe (Anjozorobe) - 5. Dystrykt Ankazobe (Ankazobe) - 6. Dystrykt Antananarivo-Atsimondrano (Antananarywa) - 7. Dystrykt Antananarivo-Avaradrano (Antananarywa) - 8. Dystrykt Antananarivo-Renivohitra (Antananarywa) - 16. Dystrykt Manjakandriana (Manjakandriana) - Region Bongolava (brązowy): - 15. Dystrykt Fenoarivobe (Fenoarivobe) - 19. Dystrykt Tsiroanomandidy (Tsiroanomandidy) - Region Itasy (zielony): - 12. Dystrykt Arivonimamo (Arivonimamo) - 17. Dystrykt Miarinarivo (Miarinarivo) - 18. Dystrykt Soavinandriana (Soavinandriana) - Region Vakinankaratra (pomarańczowy): - 1. Dystrykt Ambatolampy (Ambatolampy) - 9. Dystrykt Antanifotsy (Antanifotsy) - 10. Dystrykt wiejski Antsirabe - 11. Antsirabe - 13. Dystrykt Betafo (Betafo) - 14. Dystrykt Faratsiho (Faratsiho) |

## Miasta prowincji
- Antananarywa
- Antsirabe
- Tsiroanomandidy
- Miarinarivo